# Perditorulus geniculatus
Perditorulus geniculatus är en stekelart som beskrevs av Christer Hansson 1996. Perditorulus geniculatus ingår i släktet Perditorulus och familjen finglanssteklar. Inga underarter finns listade i Catalogue of Life.